# 北海道サッカー協会
公益財団法人北海道サッカー協会（こうえきざいだんほうじんほっかいどうサッカーきょうかい）は、北海道内で開催されるサッカー大会開催や北海道におけるサッカーの普及事業などを実施している公益法人である。

## 概要
傘下に、15の地区協会を持つ（北海道サッカーリーグも参照）。
地域リーグやプリンスリーグなどは、他の都府県では複数の都府県で構成されるものの、北海道についてはそれだけで一つの地域となっているため、北海道サッカー協会という単独の都道府県協会でこれらの事業を行っている。

## 主催大会

### 現存する大会
- 知事杯全道サッカー選手権大会
- 北海道サッカーリーグ（北海道社会人サッカー連盟と共催）
  - 道南ブロックリーグ
  - 道央・道北ブロックリーグ
  - 道東ブロックリーグ
  - 札幌ブロックリーグ
  - ブロックリーグ決勝大会
- 北海道学生サッカーリーグ（北海道学生サッカー連盟と共催[1]）
- 高円宮杯 JFA U-18サッカープリンスリーグ北海道
- 北海道カブスリーグU-15
- 北海道女子サッカーリーグ

### 廃止された大会
- 北海道チャンピオンズスーパーリーグ